# Mircea Cărtărescu
Mircea Cărtărescu (ur. 1 czerwca 1956 w Bukareszcie) – rumuński pisarz, poeta i eseista.

## Życiorys
Ukończył studia (literatura i język rumuński) na Uniwersytecie w Bukareszcie w 1980. Pracował jako nauczyciel w szkole, później także jako wykładowca uniwersytecki. Jako pisarz debiutował w 1978, tekstem opublikowanym w „România Literară”. Pierwszą samodzielnie wydaną książką był zbiór poezji Faruri, vitrine, fotografii... (1980). Jako prozaik stał się szerzej znany pod koniec lat 80. Jest autorem m.in. trylogii Orbitor.
Jego utwory były wielokrotnie nagradzane. Jest laureatem m.in. Nagrody Vilenica (2011), Formentor de las Letras (2018) czy nagrody literackiej „Los Angeles Times” (2023).
Jego utwory przełożono na ponad 20 języków. W Polsce ukazały się trzy książki Cărtărescu, powieść Travesti, zbiór opowiadań Dlaczego kochamy kobiety oraz Nostalgia. Narratorem pierwszej jest pisarz, rówieśnik autora, wspominający młodość na progu przemian ustrojowych.

## Polskie przekłady
- Travesti (oryg.: Travesti 1994)
- Dlaczego kochamy kobiety (oryg.: De ce iubim femeile 2004)
- Nostalgia (oryg.: Nostalgia 2016)[5]